# Almanach
Ein Almanach (mittelniederländisch almanag aus mittellateinisch almanachus  = „Kalender mit astronomischen und meteorologischen Texten“; von der arabischen Wurzel منح / manaḥa), auch  Jahrbuch genannt, ist eine periodische, meist einmal im Jahr erscheinende Schrift zu einem thematisch abgegrenzten Fachbereich. 
Der Duden unterscheidet zwischen einem (früheren) Gebrauch als mit einem Kalender verbundener bebilderter Sammlung von Texten aus verschiedenen Sachgebieten wie der Belletristik, Theater, Mode, Reisen und ähnlichem sowie einem aus besonderem Anlass oder aus Werbegründen veröffentlichten Querschnitt aus der Jahresproduktion eines Verlages.
Die Bezeichnung Jahresband wird auch synonym verwendet, meint aber oft den gebundenen Jahrgang einer Zeitschrift.

## Etymologie
Der Ausdruck Almanach bezeichnete ursprünglich ein astronomisches Tafelwerk, ist abgeleitet vom arabischen Wort المنحة / al-minḥa oder المنح / al-manḥ, welches „Geschenk“ oder speziell „Neujahrsgeschenk“ bedeutet. Eine andere Deutung geht vom spanisch-arabischen al mankh aus (etwa „Kalender des Firmaments“). Das Digitale Wörterbuch der deutschen Sprache bezeichnet Almanach ein mit poetischen Beigaben und Bildern versehenes Jahrbuch, ursprünglich ‘Kalender mit astronomischen und meteorologischen Angaben’ mit unsicherer Herkunft. Das Wort beruhe wahrscheinlich auf dem ibero-arabischen almanāḫ für ‘Kalender’, einem im Arabischen sonst unbekannten Wort. Verwiesen wird auf ein möglicherweise zugrundeliegendes syrisches Wort l·manḥaï ‘im nächsten Jahr’, das semantisch zu ‘Kalender, Zeittafel’ umgedeutet wurde. Der ibero-arabische Ausdruck führte über die der Astronomie kundigen Araber Spaniens zu mittellateinisch almanac und almanachus, woraus altfranzösisch sowie französisch um 1300 almanach entstand, italienisch almanacco (Mitte 14. Jh.), spanisch almanaque (um 1410), englisch almanac (Ende 14. Jh.) und schließlich durch flämisch almanag (1426 in Handelsrechnungen belegt) im 16. Jahrhundert ins Deutsche als Almanach übertragen wurde.
Kluges Etymologisches Wörterbuch der deutschen Sprache verweist hingegen auf griechisch alemenichiaká womit im 4. Jahrhundert (bei Eusebius) ägyptische Kalender bezeichnet wurden. Vermutet wird eine koptische Herkunft des Wortes. Über mittellateinisch almanachus erscheint englisch almanac 1267, italienisch almanaco 1345 und im frühen 15. Jahrhundert französisch almanach. Ins Neuhochdeutsche gelangte das Wort im 15. Jahrhundert über flämisch almanag (vgl. niederländisch almanak). Das arabische almanah soll gemäß Kluge aus dem Mittellateinischen entlehnt sein.

## Geschichte des Almanachs
Ursprünglich wurde der Terminus Almanach für astronomische Ephemeriden verwendet, die in chronologischer oder kalenderartiger Form vorausberechnete Positionen von Sonne, Mond oder Planeten enthielten und mit Notizen versehen waren. Im Mittelalter verbreiteten sie sich vom Orient aus nach Europa. Vor der Einführung von GPS in den 1980er Jahren wurden solche astronomischen Jahrbücher für die Navigation verwendet und sie werden bis heute aktualisiert.
Schon in der Inkunabelzeit erschienen jährliche Almanache. Der sogenannte Almanach auf das Jahr 1448 (tatsächlich um 1457/58 hergestellt) war eines der frühesten Druckwerke überhaupt. Um 1460 erstellte der Astronom Georg von Peuerbach in Wien einen der ersten europäischen Almanache, unter dem Titel Pro annis pluribus. Sein Nachfolger Johannes Müller aus Königsberg (daher lat. Regiomontanus genannt) berechnete 1474 im Auftrag des ungarischen Königs Matthias Corvinus einen neuen Almanach, gedruckt in deutscher und lateinischer Sprache. Als Fortsetzung erschien 1499 der Almanach nova plurimis annis venturis inserentia von Johannes Stöffler.
Das Interesse an solchen Almanachen war oft astrologisch motiviert. Auch an Universitäten wurde die astrologische Verwendung solcher Almanache oder Ephemeriden gelehrt. Eine Vorlesung von Georg Tannstetter in Wien wurde 1518 unter dem Titel Usus almanach seu Ephemeridum gedruckt.
Es wurden in solchen Almanachen astronomische und kalendarische Daten, astrologische Notizen und Prophezeiungen sowie weitere Inhalte hinzugefügt. Im 17. Jahrhundert wurde es üblich, auch Nachrichten mit zu drucken. Zum Beispiel enthielt der ab 1679 in Paris erscheinende französische königliche Almanach (Almanache royal) unter anderem Informationen über die Hoffeste, Messen, Märkte und Münzplätze. Ab 1699 enthielt er außerdem die Genealogie des französischen Königshauses, ein Verzeichnis von Adel und hoher Geistlichkeit und anderes mehr. Von Frankreich aus verbreitete sich diese Art von Druckerzeugnissen auch nach Deutschland, wo ab dem 18. Jahrhundert eine ganze Reihe von Almanachen erschien.
Viele davon enthielten neben den eigentlichen kalendarischen Daten auch Anekdoten, Gedichte oder kleinere Erzählungen. Mit dem Aufkommen eigener gedruckter Kalender im 18. Jahrhundert verselbstständigte sich so der Almanach zu einer eigenen Gattung periodisch erscheinender Bücher der unterschiedlichsten Art. So gab es genealogische, nautische, landwirtschaftliche, diplomatische oder auch rein literarische Almanache.

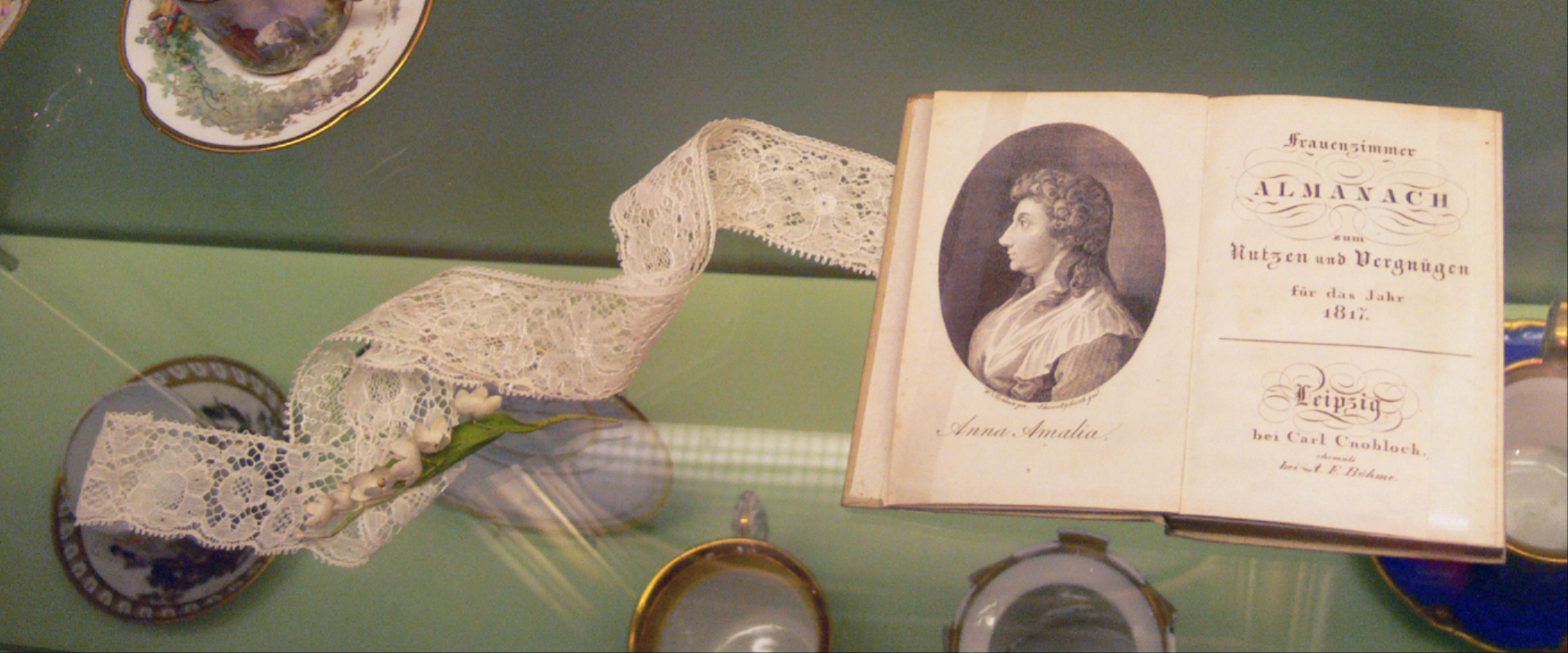
Frauenzimmer-Almanach auf das Jahr 1817, erschienen in Leipzig

Unter den letzten sind die Musen-Almanache besonders zu erwähnen. Bekannt waren beispielsweise der Göttinger Musenalmanach und der von Friedrich Schiller herausgegebene Musen-Almanach. Vor der Einführung des Urheberrechts waren diese Almanache wegen der zahlreichen Raubdrucke das wirtschaftlich gebotene Printmedium für Autoren. Zahlreiche wären zu nennen, wie etwa die Eidora, die Helena, die Urania, sogar ein evangelischer Almanach – die Christoterpe – fand sein Publikum.

## Kinder- und Jugendjahrbücher
Vom ausgehenden 19. Jahrhundert bis zum Ende des 20. Jahrhunderts gehörten Jahr- und Sammelbücher sowie illustrierte Jugendkalender zu den auflagenstärksten und einflussreichsten Jugendbüchern. Beispiele sind Der Gute Kamerad, Das Neue Universum, Der Arbeitskamerad, Wunder im Weltraum und Das große Readers-Digest-Jugendbuch. In der Schweiz begleitete der Helveticus die Jugend als Allgemeinbildungs-Werk über mehrere Generationen. Diese Bücher bestanden aus einer lockeren Sammlung von kürzeren fiktiven Geschichten (darunter die ersten in Deutschland veröffentlichten Science-Fiction-Kurzgeschichten), naturkundlichen Sachberichten (vorwiegend über Expeditionen, fremde Völker, Naturwunder) und technischen Beiträgen (Lokomotiven, Schiffe, Hoch- und Tiefbau, Radio- und Fernsehtechnik).
Die erfolgreichsten Jahrbücher waren reich und sorgfältig illustriert, beinhalteten teilweise seit den zwanziger Jahren Farbtafeln und ausklappbare Explosionsdarstellungen sowie reich geschmückte, stabile Einbände. Der Schriftsatz war, damals eher unüblich, abwechslungsreich und sauber gestaltet und mehrspaltig. Wegen der aufwendigen Aufmachung waren insbesondere Der Gute Kamerad und Das Neue Universum preislich eher im oberen Segment angesiedelt.
Altersmäßig richteten sich die meisten Jahrbücher an 10- bis 17-Jährige. Vor allem die technischen Beiträge waren oft aufwändig recherchiert, so dass sie gleichermaßen als „Anregung zum Staunen“ für jüngere Kinder wie auch als solide Informationsquelle für junge Erwachsene dienen konnten.
Waren die Bücher anfangs geschlechtsspezifisch ausgerichtet, wandten sie sich ab Mitte der 1960er Jahre zunehmend gleichermaßen an Jungen und Mädchen. Die Anstrengungen, für Mädchen interessante Beiträge einzubinden, wirkten jedoch sehr bemüht und zeigten fast keinen Erfolg.
Durch die lange Leserbindung, die mitunter ganze Generationen überdauerte, hatten Jahrbücher einen erheblichen Einfluss auf die Bildung von Interessen und moralisch-weltanschauliche Prägung der Jugendlichen des 20. Jahrhunderts. Die einflussreichsten Jahrbücher waren humanistisch-aufklärerischen Anspruchs; so erschien in Der Gute Kamerad 1889 der Beitrag „Ein Plädoyer für die versklavte Menschheit“ von Erich Heinemann.
Die in den fiktiven Geschichten vermittelten Tugenden beschränkten sich zumeist allgemein auf Fairness, Kameradschaft, Teamgeist und Aufgewecktheit. Eine Ausnahme bildete Der Arbeitskamerad, der sich in der NS-Zeit vorwiegend an Lehrlinge und Werksschüler richtete und die Unterordnung unter die herrschenden Strukturen als hehres Ziel vermitteln sollte.
Nach dem Ende der des letzten Jahrbuches Das Neue Universum gab es keine vergleichbare Literaturgattung für Jugendliche. Ob das schwindende Interesse an technischen Sachverhalten Ursache oder Wirkung des Jahrbuchsterbens ist, ist umstritten. Erst durch die Entdeckung von teilweise unter Pseudonymen geschriebenen Beiträgen der ersten deutschen Science-Fiction-Autoren in den 1990er Jahren und die Wiederentdeckung von Karl-May-Geschichten (1891 Das Vermächtnis des Inka) fanden Jahrbücher eine gewisse Würdigung in der Literaturszene.

## Beispiele heutiger Almanache
- Fischer Weltalmanach (bis 2018)
- Der neue Kosmos Welt-Almanach & Atlas (erscheint seit 2020.[7] Inoffizielle Fortführung des Fischer Weltalmanachs mit vergleichbarem Aufbau durch den Kosmos-Verlag. Ein Großteil der Autoren hat bereits für den Fischer Weltalmanach gearbeitet.[8])
- EU-Almanach Lebensmittelsicherheit
- Literaturalmanach Metropol
- Common Sense
- Sportalmanach
- Sozialalmanach der Caritas Schweiz[9]
- Almanach deutschsprachiger Schriftstellerärzte

Bis heute gibt es noch Almanache mit literarischen, künstlerischen, sportlichen oder ortsgeschichtlichen Inhalten.

## Weitere Kategorien von Almanachen
Eine weitere Kategorie von Almanachen sind astronomische Jahrbücher, von denen der Astronomical und der Nautical Almanac in internationaler Kooperation erscheinen. Das Nautische Jahrbuch war das amtliche Handbuch für die astronomische Navigation in der deutschen Hochseeschifffahrt. Der 32-seitige Almanaque Pintoresco de Bristol, welcher seit 1808 jährlich erscheint, erfährt besondere Popularität in der ländlichen Bevölkerung Lateinamerikas, wo er bis heute als wichtige Orientierungshilfe gilt.